# Велика Сивуля
Вели́ка Сиву́ля (Сива Гора) — гора в Українських Карпатах. Одна з вершин Сивульського гірського хребта, найвища гора масиву Горган. Розташована в Івано-Франківській області на вододілі верхів'їв річок Лімниці та Бистриці Солотвинської.
Висота — 1836 м. Складена сірими грубошаровими пісковиками. Вкрита кам'яними розсипищами й осипищами пісковикових уламків розміром до 3 м, що сприяє поширенню обвально-осипних процесів, особливо у місцях знищення дерев і чагарників. «Кам'яні річки» опускаються схилами до висоти 1400 м і нижче. Рослинність до висоти 1400–1600 м представлена ялиновими лісами, вище — криволісся з сосни гірської (жерепу). Відкриті кам'яні розсипища вкриті лишайниками і мохами.
На північний захід від Сивулі розташована гора Ігровець (1804 м), на південному заході та заході — хребет Горган з вершиною Кінець Горгану (1611 м), на південний схід — хребет Негрова-Боярин з вершинами Негрова (1604 м) і Боярин (Короткан) (1679 м).
Найближчі населені пункти: Осмолода, Стара Гута, Бистриця.

## Походження назви
Назва вершини вказує на колір гори, вкритої камінням, посивілим від лишайників. Скорочена назва від Сива Гора. За легендою, назва гори пішла від того, що тут знайшли посивілу від страху й неволі дівчину-королівну незвичайної вроди, яку схопили татарські ординці і довго тримали у неволі високо в горах і яка, завдяки гарячим молитвам до Бога, зуміла вирватися з лабет смерті й вижити на схилах Сивулі.

## Галерея

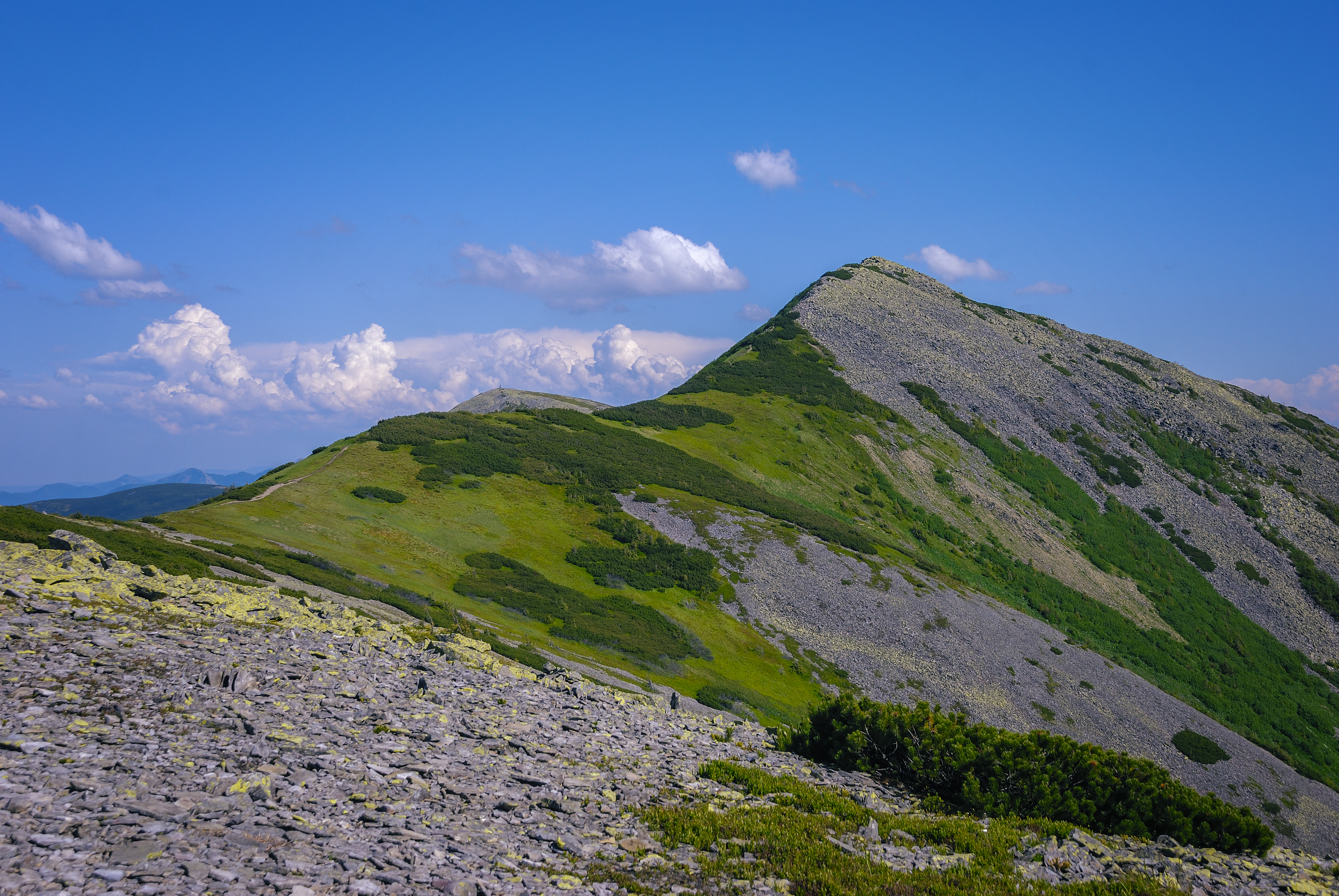
Сивуля з північно-західної сторони
Сивуля з південно-східної сторони
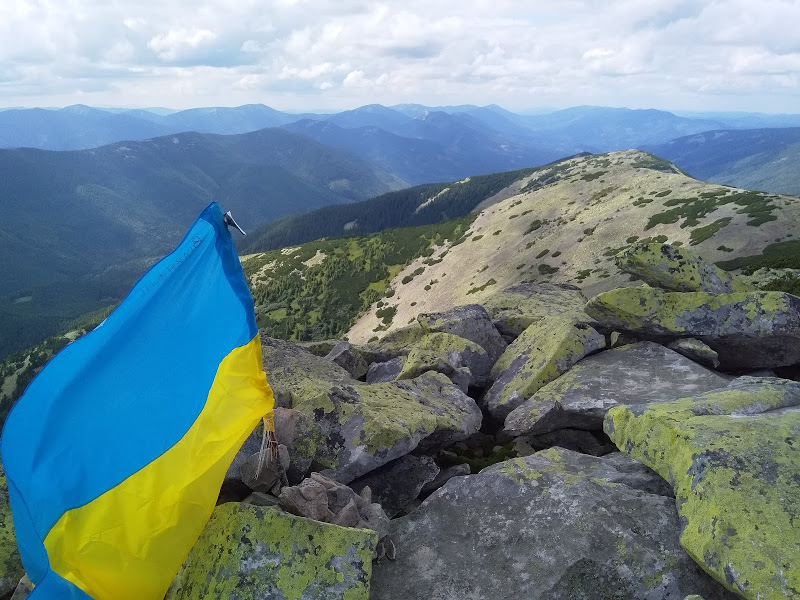
На вершині гори